# Grand Prix E3 juniors
Le Grand Prix E3 juniors est une course cycliste belge qui se déroule au mois de mars à Harelbeke, en prélude du Grand Prix E3. Elle met aux prises uniquement des coureurs juniors (moins de 19 ans) et est classée 1.1J au calendrier de l'Union cycliste internationale depuis 2016.

## Palmarès
| Année     | Vainqueur         | Deuxième             | Troisième           |
| --------- | ----------------- | -------------------- | ------------------- |
| 2015      | Dušan Rajović     | Bjorg Lambrecht      | Dylan Bouwmans (nl) |
| 2016      | Jasper Philipsen  | Robin Froidevaux     | Gijs Meijer         |
| 2017      | Edo Maas          | Marijn van den Berg  | Tom Paquot          |
| 2018      | Axel van der Tuuk | Xandres Vervloesem   | Edo Maas            |
| 2019      | Tobias Lund       | Leo Hayter           | Axel van der Tuuk   |
| 2020-2021 | annulé            | annulé               | annulé              |
| 2022      | Oscar Chamberlain | Alfred Grenaae       | Ilian Barhoumi      |
| 2023      | Sente Sentjens    | Cedric Keppens       | Kasper Borremans    |
| 2024      | Seth Dunwoody     | Matijs Van Strijthem | Jasper Schoofs      |
| 2025      | Mikita Babovich   | Ashlin Barry         | Filip-André Glesnes |